# 维讷伊
维讷伊（法語：Vineuil，法語發音：[vinœj] ⓘ）是法国卢瓦-谢尔省的一个市镇，位于该省中部，布卢瓦市区以东，属于布卢瓦区。

## 地理
维讷伊（47°34'50"N, 1°22'21"E）面积22.34 平方千米，位于法国中央-卢瓦尔河谷大区卢瓦-谢尔省，该省份为法国中北部省份，北起厄尔-卢瓦省，东北接卢瓦雷省，东南接谢尔省，南至安德尔省，西南接安德尔-卢瓦尔省，西北接萨尔特省。
与维讷伊接壤的市镇（或旧市镇、城区）包括：布卢瓦、拉绍塞圣维克托、科松河畔于索、尚博尔附近蒙、圣克洛德德迪赖、卢瓦尔河畔圣但尼、圣热尔韦拉福雷。

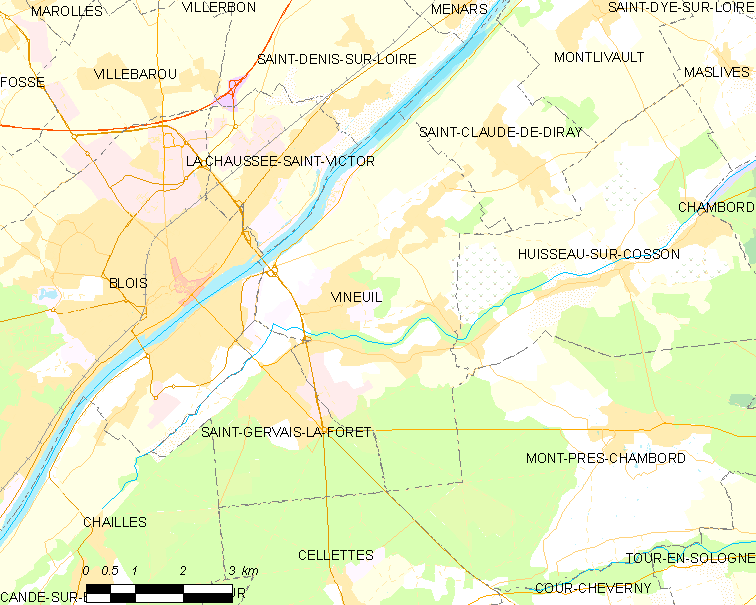
维讷伊的OSM定位图

维讷伊的时区为UTC+01:00、UTC+02:00（夏令时）。

## 行政
维讷伊的邮政编码为41350，INSEE市镇编码为41295。

## 政治
维讷伊所属的省级选区为维讷伊县。

## 人口

1962-2008年间维讷伊人口变化图示

维讷伊于2022年1月1日时的人口数量为8050人。